# Суровикіно
Суровикіно (рос. Суровикино) — місто в Росії, Волгоградської області, адміністративний центр Суровікінського району. Населення 18,2 тис. осіб (2021).
Залізнична станція Суровикіно Приволзької залізниці.

## Географія
Лежить за 15 км від гирла річки Чир у Дон (Цимлянське водосховище), за 135 км від Волгограда, недалеко від кордону з Ростовською областю.
Через місто проходить залізнична лінія Волгоград — Лиха та автомобільна дорога федерального значення Волгоград — Каменськ-Шахтинський.

## Історія
Виникло як селище при залізничній станції Суровікіно (відкрита в 1900 році), названа ім'ям сусіднього хутора, першопоселенців краю. Дата першого поселення — 1744.

## Символи
24 серпня 2007 Рада депутатів міста ухвалила рішення № 18/5 «Про затвердження Положення про гімн міського поселення». Того ж дня рішенням № 18/6 затверджено й сам гімн.

## Населення
| 1959    | 1970    | 1979    | 1989    | 1996    | 1998    | 2000    |
| ------- | ------- | ------- | ------- | ------- | ------- | ------- |
| 9653    | ↗15 187 | ↗16 950 | ↗18 336 | ↗19 300 | ↗19 500 | ↗19 900 |
| 2001    | 2002    | 2005    | 2006    | 2007    | 2008    | 2009    |
| ↗20 000 | ↗20 338 | ↘20 200 | ↘20 100 | ↘20 000 | ↘19 900 | ↘19 687 |
| 2010    | 2011    | 2012    | 2013    | 2014    | 2015    | 2016    |
| ↗20 533 | ↘20 500 | ↘20 235 | ↘19 980 | ↘19 641 | ↘19 387 | ↘19 181 |
| 2017    | 2018    | 2019    |         |         |         |         |
| ↘18 954 | ↘18 685 | ↘18 375 |         |         |         |         |

## Економіка
У Суровикінському районі розвинене сільське господарство. Родовища піску, глини.

## Відомі уроженці
- Денис Зорін (1991—2022) — російський військовик, старший лейтенант ЗС РФ. Герой Росії. Ліквідований під час вторгнення до України.